# 辐射战略版：钢铁兄弟会
《辐射战略版：钢铁兄弟会》是一款第三人称回合/即时制可切换的策略角色扮演游戏。它由澳大利亚的Micro Forté开发，由14 Degrees East正式发布于2001年。它以《辐射》系列游戏的世界观为基础。仅有Windows版本。

## 技术概要
《辐射战略版》是《辐射》系列里第一个用非回合制战斗系统的游戏，采用的是一种独特的“实时回合系统”(Real Turn Based, RTB)即源自前作的AP行动点数，此时会在角色静止时实时补充（原本是以回合为单位充满），角色属性决定的是补充速度的快慢，和行动点数的存储上限。本作也兼容原本的纯回合制模式，不过根据实测支持不完善，回合模式可能在特定场合导致技术故障。
本作使用了全新开发的引擎，图像质素有所升级，支持可变的分辨率（原作为固定VGA模式），不过美工风格和操作界面尽量保持了一代和二代的风格。本作以战术为焦点，新的战斗系统可以让游戏人物采取不同战术姿势（如站立，卧倒和匍匐），玩家也是第一次可以直接控制队友（队友事实上享有和主角一样的权限），可以通过招募不同的，多物种的队友并实现技能分工，强化了团队合作(时评准确指出这点类似于当时另一热门游戏《盟军敢死队》)。本作还提供了多种车辆，比如悍马军车和坦克，车辆可以作为移动堡垒直接投入战斗（相比之下，辐射2中唯一的汽车仅能用于城际穿梭和储物），但由于平衡性的缘故，车辆不能参加非指定的主线任务，而作用有限。本游戏还有多人游戏功能让玩家挑选自己的队伍与网上对手竞争。
本作的对话系统相较前作大为简化，主角事实上只能被动听取和接受NPC的既定观点，不能做出任何回应，因此口才技能是不再需要而被取消了。对话部分取消了前作知名的，仅限于重要角色的“说话的脸”(Talking Head)，不过普通NPC角色获得了更多的配音。配音演员延续前作的传统，聘用了好莱坞的一线明星担当，其中最有名的应是巴那齐将军的配音员是《全金属弹壳》的教官扮演者R. Lee Ermey. 所有NPC皆以照片代表形象，经常有数人共用一图的情况。
武器系统和SPECIAL系统/技能模型皆尽可能复用辐射1/2，不少武器的参数都是直接套用辐射2。武器方面增加了更多脱胎于现实世界的，二战和20世纪后期的世界名枪和弹药。技能方面主要是前述的取消口才技能，并增加驾驶技能。
本作虽保留了原作的"世界地图"，但本质是关卡制，因为地点和关卡事实上捆绑。主角团队需要从基地补给并出征，前往中西部各地的城镇（都是以美国现实地点为基础）执行将军交待的任务，完成后还要返回基地复命才能接到下一个任务。一旦进入任务地点，在完成之前是无法随意撤出的，撤离点只有在主要任务完成后才会显现。完成撤离后地点虽可以随意进出，但不会再有事件，只能起到打扫战场和满足好奇心的作用。主要任务之外一般还会有若干次要任务（类似于前作的Unmarked quest/未标注任务），比如搜集情报和解救计划之外的俘虏。次要任务的完成与否会影响到过关评价和“升迁” - 本作新加入的军衔系统，主要决定可招募队友的能力，因为规定了主角只能招募比自己军衔低的队友。通常军衔越高，能招到的队员本底素质也更高。

## 剧情
《辐射战略版》剧情发生在美国中西部。《辐射1》中登场的，发源于加利福尼亚的钢铁兄弟会发生了分裂。最后，支持征兵和扩张的派系出走，试图通过飞艇，追击向美国东部逃亡的主教变种人残余。但飞艇在美国中西部的芝加哥地区附近遭遇雷暴坠毁了。幸存者自立门户，建立新的基地，成立了所谓“中西部钢铁兄弟会”，并就地招兵买马。主角“勇士”就是从附近土著部落征募来的新兵小队长，归巴那齐将军(General Barnaky)指挥。
本作是关卡制，主角团队需要从基地补给并出征，前往中西部各地的城镇（都是以美国现实地点为基础）执行将军交待的任务。总共有21个主要地点（即任务）。剧情的走向实际上分几个阶段：
第一阶段：剿匪记（关卡1-7）
中西部兄弟会基地所在，主要以原伊利诺州地界的地区匪患横行，导致该地区的幸存者和部落民不聊生。兄弟会在此地区剿灭土匪，起到维持治安和招募兵员一举两得的效果。这一阶段的敌人主要是人类土匪和强盗，其中号称Beastlord的匪帮能通过心灵感应控制虫兽。
第二阶段：追击变种人（关卡8-11）
在匪患基本绝灭后，兄弟会得以集中精力对付其宿敌 - FEV超级变种人。对方战力强悍，盘踞在原堪萨斯州一带。在一次战斗中巴那齐将军亲自带队救人，却遭俘虏，将军一职由新任的戴克将军(General Dekker)顶替，派遣勇士小队去营救老将军。虽然没有达到目标，但搞清了此地区变种人实际是由一个人类指挥的。此人是前兄弟会战斗英雄拉萨姆(Latham)，此前在一场和变种人的对决中，击毙了对方头目甘莫宁（Gammorin)但脑袋也受了重伤，因而精神错乱，继承了甘莫宁的名号反成为变种人的领袖。戴克将军命令主角刺杀甘莫宁，后者临死前透露了两个重要信息：巴那齐将军已被机器人再度劫走，以及变种人的抗争是为了应付“来自西边的敌人”- 机器人，这种更大的威胁。在这一阶段，另一重要收获是获得了一枚完好的核弹头。
第三阶段：机器人危机（关卡12-21）
12-15关主要是对先期遭遇机器人的人类聚居点的调查。其中重要的是崇拜科技的Reaver教派，最初和兄弟会为敌，希望获得机器人的力量扩充自己，但很快因为被反噬，其领导被机器人一网打尽而不得不求与兄弟会结盟。了解到更多情况并对机器人部件进行研究后，发现机器人已经占领了若干个位于原科罗拉多州的工业中心作为其工厂和修配厂，因此18-20关都是对机器人的削弱 - 对其据点的各个击破。
根据在这些据点获得的情报以及侦查，最终锁定机器人源头是在夏延山脉(Cheyenne Mountain)的0号避难所（Vault 0)。0号避难所是规模最大的避难所，负责保存战前全美国的天才和精英，以待时机协助恢复文明。这些精英有些是只保存了大脑，有些则是全身冷冻保存，由一个生物中心电脑Calculator控制（该电脑的核心算力，也就是天才的人脑）。但遗憾的是，由于战前偷工减料，设备年久失修，0号避难所的脑保存出现问题开始失智，活体居民也变成了低能儿，结果就是，Calculator计算机陷入疯狂，发动了灭绝程序。此间一次任务中还意外发现了巴那齐将军的“尸体”，但奇怪的是大脑被切走了。
机器人之于人类，战力过于强大而且能迅速生产，如果不能一举绝患对幸存人类可能是亡族灭种的危机。兄弟会于是决定尽快对0号避难所发起总攻。勇士带队，用之前获得的原子弹炸开了0号避难所大门，激战后抵达计算机的巢穴，发现原来巴那齐将军是被Calculator改造成脑控机器人，成为其副手。
有3种可能的长远结局：
1. 主角配合计算机的提议，奉献出自己的大脑来拯救计算机，两者合二为一。此结局会因主角的道德好坏而版本不同。
2. 主角设法让巴那齐将军良心发现，奉献出自己的大脑来拯救计算机。
3. 摧毁计算机或任由其崩溃自毁。
无论哪种结局，立竿见影的结果都是机器人对中西部的攻击戛然而止，机器人危机得到化解。

## 评价
《辐射战略版：钢铁兄弟会》受到了游戏评论家的普遍好评，主流游戏媒体的综合评价(Metacritic)达到80分以上（100满分）。如PC Gamer杂志评分85%，GameSpot 8.3 (满分10)。好评主要来自于游戏良好的基础素质，和美工风格与前代作品的传承。但以上评论也指出了本作似乎有赶工嫌疑，Bug较多疑为测试不全。这种猜测多年后得到制作团队前成员的印证。
然而当时民间很多《辐射》传统玩家都对此游戏表达了失望。主要因为本作角色扮演成分薄弱，剧情简单直线，缺乏对话系统，不像前作具有开放性剧情。另外在架空背景的设定上，有不少和前作的矛盾之处，这导致日后的系列作品，多数直接忽视了本作的架空历史。
关于游戏机制方面，一种批评意见是因为战斗要素的主导，导致非战斗技能变得不成比例的可有可无。另外每一故事阶段的敌人类型过于特化，导致技能和武器的多样性无法施展。

## 中文版本
此游戏有官方的繁体和简体中文版。简体中文的代理商是上海育碧。